# Dallas Vigilantes
Die Dallas Vigilantes waren ein Arena-Football-Team aus Dallas, Texas, das in der Arena Football League (AFL) spielte. Ihre Heimspiele trugen die Vigilantes im American Airlines Center aus.

## Geschichte
Die Vigilantes (deutsch: Bürgerwehr) wurden 2009 gegründet und nahmen den Spielbetrieb zur Saison 2010 in der AFL auf.
Nach einer ersten Saison mit nur drei Siegen erreichte man im zweiten Jahr die Playoffs.
Zum Ende der Saison 2011 wurde das Franchise nicht mehr als Mitglied der AFL für die Saison 2012 aufgeführt. Es gab weder eine offizielle Stellungnahme des Vereins, noch der Liga, dass sich die Vigilantes zurückgezogen haben. Man geht jedoch davon aus, dass sich das Franchise aufgelöst hat. Die offizielle Homepage wurde gelöscht.
Die Vigilantes waren nach den Dallas Texans und den Dallas Desperados das dritte Franchise der AFL, die in Dallas beheimatet war.

## Saisonstatistiken
| Jahr | Team              | Liga | S  | N  | Playoffs erreicht | Playoffrunde                           |
| ---- | ----------------- | ---- | -- | -- | ----------------- | -------------------------------------- |
| 2010 | Dallas Vigilantes | AFL  | 3  | 13 |                   |                                        |
| 2011 | Dallas Vigilantes | AFL  | 11 | 7  | ja                | N Viertelfinale gg. Chicago Rush 51:54 |

## Zuschauerentwicklung
| Jahr | Team              | Zuschauerdurchschnitt |
| ---- | ----------------- | --------------------- |
| 2010 | Dallas Vigilantes | 5.686                 |
| 2011 | Dallas Vigilantes | 8.518                 |